# ريتشارد موراي
ريتشارد موراي (1831 بسيدني في أستراليا - 1861) (بالإنجليزية: Richard Murray)‏ هو لاعب كريكت أسترالي.

## وصلات خارجية
- ريتشارد موراي على موقع إي آس بي آن كريك إنفو (الإنجليزية)